# Staunton, Illinois
Staunton là một thành phố thuộc quận Macoupin, tiểu bang Illinois, Hoa Kỳ. Năm 2010, dân số của thành phố này là 5139 người.

## Dân số
Dân số qua các năm:
- Năm 2000: 5030 người.
- Năm 2010: 5139 người.